# سی‌اس مکی-بنت
سی‌اس مکی-بنت (به انگلیسی: CS Mackay-Bennett) یک کشتی بود که طول آن ۲۷۰ فوت (۸۲ متر) بود. این کشتی در سال ۱۸۸۴ ساخته شد.